# Письменный, Игорь Фёдорович
И́горь Фёдорович Пи́сьменный (род. 22 февраля 1966, Верхний Уфалей, Челябинская область) — советский и российский актёр театра и кино, сценарист, режиссёр, телеведущий.

## Биография
Игорь Письменный родился 22 февраля 1966 года на Урале, в городе Верхний Уфалей. Из-за ослабленного здоровья Письменного врачи посоветовали семье переехать в места с более тёплым климатом. Семья вернулась в родные места — в Волгодонск (Ростовская область). Письменный учился в школе № 11 с 4-го по 10-й класс. После окончания школы поступил в Волгодонский филиал Новочеркасского политехнического института. Проучился там всего лишь один год, затем его призвали в армию. Вернувшись со службы, пошёл работать дефектоскопистом на завод «Атоммаш».
В шестом классе был приглашён играть в местную театральную студию Николая Задорожного. Пробыл там недолго из-за состояния здоровья. В 1985 году снова решил стать актёром.

— На Атоммаше я заработал много отгулов, и наконец решил ими воспользоваться, — говорит Игорь Письменный. — В один прекрасный день я сел в самолёт и полетел в Москву поступать во ВГИК. В институте мне встретились «крутые ребята», гнущие пальцы, сыновья известных актёров. Один из них спросил меня: «А ты тут ещё откуда?». Я ответил: «Из Волгодонска». Он с пренебрежением сказал: «Фу, с периферии… Тебе тут делать нечего». Я не сдержался, взял его за грудки со словами: «Ты не прав», развернулся и возмущённый отправился домой.
Вернувшись в Волгодонск, Письменный встретил друзей из студии Задорожного. Они собирались ехать в Ростов-на-Дону, поступать в Ростовское училище искусств и предложили поехать вместе с ними. Всего ехало 30 человек, но вступительные испытания прошли лишь трое, в том числе и Письменный. Полтора года он проучился у режиссёра Анатолия Черных, затем преподаватель уехал в Ленинград, и группу взял Игорь Ливанов. Вскоре Игорь Письменный услышал о дополнительном наборе в Ленинградский институт театра, музыки и кинематографии. В 1987 году, успешно сдав экзамены, он поступил на второй курс. Но после того как он, не посоветовавшись с деканатом, в 1990 году сыграл роль в своём первом фильме «Рок-н-ролл для принцесс», актёра заставили забрать документы и уйти из института.
Начались съёмки в кино. Но Одесская киностудия, на которой работал Игорь Письменный, оказалась за границей, а киноиндустрия в России была в упадке. Письменный пошёл работать в московский театр «Эрмитаж», где прослужил 15 лет, но параллельно периодически снимался в рекламе и кино.

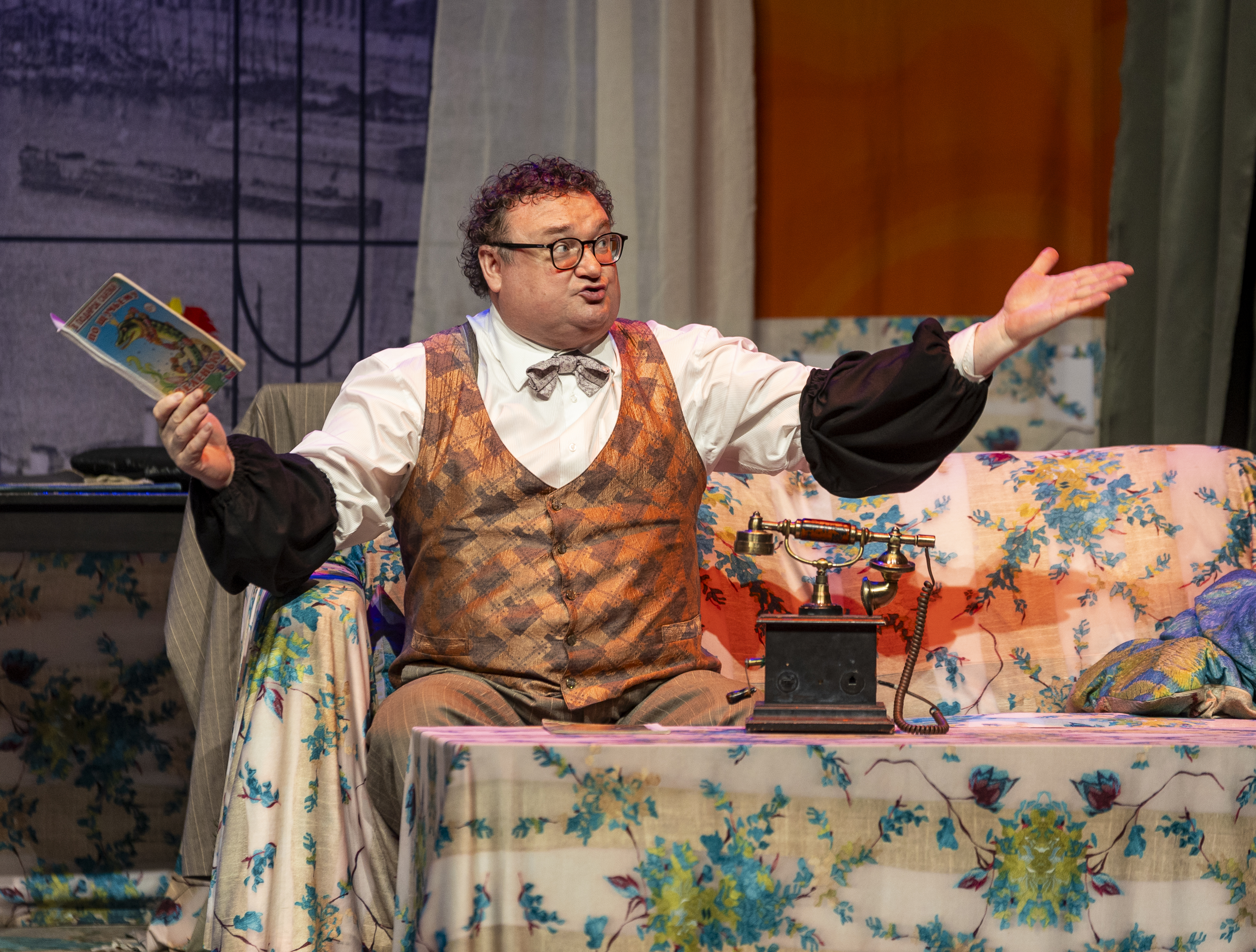
Игорь Письменный в постановке "Идеальная жена". Израиль. 2024

В 1994 году получил диплом, окончив Академию театрального искусства (ГИТИС) и вскоре женился.
В 2005 году, после ухода из театра, Письменный начал активно сниматься в кино: в сериалах «Институт благородных девиц», «Гражданин начальник», «Чёрная богиня», «Сёстры по крови», «Гонка за счастьем», «Маршрут милосердия», «Одна за всех».

### Семья
Жена Наталья Письменная. Дочь Полина.

## Фильмография[1]
Актерские работы:
- 1990 — Рок-н-ролл для принцесс — принц-ассистент
- 1990 — Ай лав ю, Петрович — Лёха
- 1991 — Телохранитель — приятель сына политического деятеля
- 1991 — Господня рыба — актёр
- 1992 — Грех
- 1993 — Грех. История страсти
- 1998 — День полнолуния — Руслан Александрович
- 1999 — Что сказал покойник — Фернандо
- 1999 — Затворник — журналист
- 2000 — Старые клячи — агент по продаже недвижимости
- 2000 — ДМБ-002 — Рыжий немец
- 2001 — Хозяин империи — Лео
- 2001 — Остановка по требованию—2 — Стас
- 2001 — Курортный роман — Алексей, новый русский (серия «Школа выживания»)
- 2001 — ДМБ: снова в бою
- 2002—2004 — Комедийный коктейль — Аполлон Щукин
- 2002 — Театральный роман — критик в очках
- 2002 — Притяжение — Лавочник Барышников
- 2002 — Приключения мага — режиссёр (серия «Реинкарнация»)
- 2002 — Бригада (13, 14 серии) — имиджмейкер Белова
- 2002 — Азазель — портье
- 2003 — Шик
- 2003 — Три богатыря
- 2003 — На углу, у Патриарших-3
- 2003 — Инструктор — Матушкин (серия «Месть Асмодея»)
- 2003 — Замыслил я побег — Волобуев фон Герке
- 2003 — Желанная — адвокат
- 2003 — Дружная семейка (18 серия «Визит начальника») — режиссёр Пал Палыч
- 2003 — Баязет — ревизор
- 2004 — Парни из стали
- 2004 — Ночной Дозор — пассажир самолёта
- 2004 — Великие авантюристы России (документальный)
- 2005—2006 — Сёстры по крови (Украина, Россия) — Борюсик
- 2005—2006 — Плюс бесконечность — Неделин
- 2005 — Чёрная богиня — Влад
- 2005 — Умножающий печаль — Пермитин
- 2005 — Не в деньгах счастье — Борис
- 2005 — Мальчишник, или Большой секс в маленьком городе — оперный тенор
- 2005 — Любовь моя — продюсер
- 2005 — Звезда эпохи — Покрасс
- 2006—2007 — Гонка за счастьем — Сеня
- 2006 — Цветы для снежной королевы
- 2006 — Странное Рождество — Моисей
- 2006 — Герой нашего времени — Степной
- 2006 — Один в новогоднюю ночь — второй вор и второй милиционер
- 2006 — Классные игры — Семиряга
- 2006 — Андерсен. Жизнь без любви — Сиббони
- 2007—2008 — Атлантида
- 2007 — Чужие тайны (Украина) — Пикайзен
- 2007 — Сыщик Путилин — Зайцев
- 2007 — Света с того света (Украина) — папа Светы
- 2007 — Гражданин начальник-3 — Розенберг
- 2007 — Белка в колесе — Гоша
- 2008 — Шут и Венера — Гоша Кузин
- 2008 — Хорошие парни (Украина) — адвокат
- 2008 — Новогодняя засада — Павел Зеленин
- 2008 — Новая Земля — Олафсон
- 2008 — Не родись красивым… — Виталий Викторович
- 2008 — Лабиринты любви — Виктор Николаевич Парамонов
- 2008 — Безумный ноябрь (Россия, Украина) — ведущий
- 2008 — 2-Асса-2 — инвестор
- 2008 — Ошибка (3-я серия)
- 2009—2010 — Маргоша — стоматолог Юрий
- 2009 — Отблески — владелец казино
- 2009 — Скажи мне, кто твой друг (13 серия)
- 2009 — Круиз — Фёдор Капустин
- 2009 — Криминальное видео — 2 — Трахтенгерц
- 2009 — Чёрный человек (фильм 1)
- 2009 — Глухарь. Приходи, Новый год! — Дед Мороз—Артём
- 2009 — Генеральская внучка — Олег Сергеевич Беляев
- 2009 — Высший пилотаж — пчеловод
- 2009—2011 — Одна за всех — Сёма
- 2010—2011 — Институт благородных девиц — отец Феоктист, батюшка
- 2010 — Тридцать седьмой роман — Ёжиков, редактор
- 2010 — Маршрут милосердия — Игорь Кругликов
- 2010 — Гаражи — Владимир Степанович Музылев
- 2010 — Любовники поневоле (7-я серия)
- 2011 — Товарищи полицейские (8-я серия «360 минут») — Николай Эдуардович Звонарёв, архитектор
- 2011 — Кумовские байки / Кумськi байки (Украина) — Игорь Орлов, креативный продюсер на ТВ
- 2011 — Кто кому кто (Украина) — Семён Яковлевич
- 2012 — Инспектор Купер — Яков Соломонович, главврач
- 2012 — Кто, если не я? — режиссёр порнофильма
- 2012 — Новогодний переполох — режиссёр
- 2013 — Иван Сила — Пандорский
- 2013 — Зеркала — чиновник парижской префектуры
- 2013 — Право на любовь — охранник
- 2013 — Трое в Коми — Илья Рафаилович, журналист
- 2014 — Кураж — метрдотель
- 2015 — Школа выживания от одинокой женщины с тремя детьми в условиях кризиса — директор
- 2016 — Мавр сделал своё дело — Антон Костолевский, племянник Льва
- 2017 — Победители — Бозин, театральный реквизитор
- 2018 — Однажды в Америке, или Чисто русская сказка — Моисеич
- 2019 — Безсоновъ — кинорежиссёр
- 2022 — Чук и Гек. Большое приключение — сосед
- 2023 — Раневская — Восьмибратов

Озвучивание:
- 1973 — Выход Дракона | Enter the Dragon (Гонконг, США)
- 1981 — Безумный Макс 2: Воин дороги | Mad Max 2 (Австралия)
- 1994 — Мэверик (США)
- 1996 — Космический джем (США)
- 2007 — Глупая звезда (Украина)
- 2007 — Пила IV (США)

Озвучивание мультфильмов:
- 1996 — Короли и капуста — Корриэро
- 1997 — Анастасия (США) — Барток
- 2007 — Рататуй (США) — Эмиль
- 2012 — Пираты! Банда неудачников (Великобритания—США) — Пират с подагрой

Режиссёр и сценарист:
- 2007 — 13 километр (Украина, короткометражный)
- 2011 — Кумовские байки | Кумськi байки (Украина)
- 2013 — Иван Сила (совместно с Виктором Андриенко)

Телевидение:
- 1992—1994 — Дело (1-й канал Останкино)
- 2002—2003 — Бесплатный сыр (ТВС) — специальный корреспондент Пьер Безухер
- 2012—2014 — Подводный счёт (Карусель) — граф Батискаф[2]
- С 2024 - Анекдот-клуб "Нехмурые Люди" (ТВ Центр) - постоянный участник.

## Награды и премии
- Премия Кабинета Министров Украины имени Леси Украинки (16 мая 2014 года) — за полнометражный детский фильм «Иван Сила»[3].